# Jezioro Czarne (województwo wielkopolskie)
Jezioro Czarne – jezioro w Polsce, położone w województwie wielkopolskim, w powiecie gnieźnieńskim, w gminie Witkowo, na Równinie Wrzesińskiej. 

## Opis
Jezioro silnie zarasta, jego brzegi są niedostępne, mają tu swoje tereny lęgowe liczne gatunki ptactwa wodnego.

## Dane morfometryczne
Powierzchnia zwierciadła wody wynosi około 25 ha.